# Grammy Awards 2022
La 64ª edizione dei Grammy Award (64th Annual Grammy Awards) si è tenuta il 3 aprile 2022 presso lo MGM Grand Garden Arena di Las Vegas.
I premi sono stati assegnati alle migliori canzoni, registrazioni, artisti e composizioni le cui date di pubblicazione rientravano nel periodo tra il 1º settembre 2020 e il 30 settembre 2021 e poi conferiti dai membri della The Recording Academy il 3 aprile 2022.
Inizialmente prevista per il 31 gennaio, al Crypto.com Arena di Los Angeles, la cerimonia è stata posticipata a causa di un picco di contagi da COVID-19 nella contea di Los Angeles. La cerimonia è stata condotta per il secondo anno consecutivo dal presentatore televisivo Trevor Noah. Il pre-show della cerimonia con la presentazione dei vincitori di alcune categorie della premiazione è stato presentato dall'attore e regista statunitense LeVar Burton.
Le candidature sono state annunciate il 23 novembre 2021. L'artista che ha ricevuto più candidature è Jon Batiste con undici candidature, seguito da Doja Cat, H.E.R. e Justin Bieber con otto candidature. Batiste è stato l'artista con il maggior numero di vittorie della cerimonia con cinque premi, incluso il premio all'album dell'anno per We Are.

## Esibizioni
- Silk Sonic – 777 / Hot Music
- Olivia Rodrigo – Drivers License
- J Balvin – Qué más pues? (con María Becerra) / In da Getto
- BTS – Butter
- Aymée Nuviola – La gota fría
- Lil Nas X – Dead Right Now / Montero (Call Me by Your Name) / Industry Baby (con Jack Harlow)
- Billie Eilish – Happier than Ever
- Brandi Carlile – Right on Time
- Nas – I Can / Made You Look / One Mic  / Rare
- Chris Stapleton – Cold
- Maverick City Music – Jireh
- John Legend, Siuzanna Iglidan, Mika Newton, Ljuba Jakymčuk – Free (tributo per la guerra russo-ucraina)
- Lady Gaga – Love for Sale / Do I Love You? (tributo a Tony Bennett)
- Billy Strings – Hide and Seek
- Cynthia Erivo, Ben Platt, Leslie Odom Jr., Rachel Zegler – Not a Day Goes By / Send in the Clowns / Somewhere
- Jon Batiste – Freedom
- Justin Bieber, Giveon, Daniel Caesar – Peaches
- H.E.R. – Damage (con Jimmy Jam & Terry Lewis) / We Made It / Are You Gonna Go My Way (con Travis Barker e Lenny Kravitz)
- Carrie Underwood – Ghost Story
- Brothers Osborne – Dead Man's Curve

I Foo Fighters sono stati annunciati come performer il 24 marzo, un giorno prima della morte del loro batterista Taylor Hawkins, portando la band ad annullare la presenza del gruppo per il lutto. Un montaggio video dedicato a Hawkins e impostato sul brano My Hero è stato trasmesso durante la cerimonia.

## Vincitori e candidati

### Categorie principali

#### Registrazione dell'anno
- Leave the Door Open - Silk Sonic; Dernst "D'Mile" Emile II e Bruno Mars (produttori); Șerban Ghenea, John Hanes e Charles Moniz (ingegneri/mixers); Randy Merrill (ingegnere del mastering)
- Still Have Faith in You - ABBA; Benny Andersson e Björn Ulvaeus (produttori); Benny Andersson e Bernard Löhr (ingegneri/mixers); Björn Engelmann (ingegnere del mastering)
- Freedom - Jon Batiste; Jon Batiste, Kizzo ed Autumn Rowe (produttori); Russ Elevado, Kizzo e Manny Marroquin (ingegneri/mixers); Michelle Mancini (ingegnere del mastering)
- I Get a Kick Out of You - Tony Bennett e Lady Gaga; Dae Bennett (produttore); Dae Bennett e Josh Coleman (ingegneri/mixers); Greg Calbi e Steve Fallone (ingegneri del mastering)
- Peaches - Justin Bieber feat. Daniel Caesar e Giveon; Josh Gudwin, Harv, Shndo ed Andrew Watt (produttori); Josh Gudwin ed Andrew Watt (ingegneri/mixers); Colin Leonard (ingegnere del mastering)
- Right on Time - Brandi Carlile; Dave Cobb e Shooter Jennings (produttori); Brandon Bell e Tom Elmhirst (ingegneri/mixers); Pete Lyman (ingegnere del mastering)
- Kiss Me More - Doja Cat feat. SZA; Rogét Chahayed, tizhimself e Yeti Beats (produttori); Rob Bisel, Șerban Ghenea, Rian Lewis e Joe Visciano (ingegneri/mixers); Mike Bozzi (ingegnere del mastering)
- Happier than Ever - Billie Eilish; Finneas O'Connell (produttore); Billie Eilish, Finneas O'Connell e Rob Kinelski (ingegneri/mixers); Dave Kutch (ingegnere del mastering)
- Montero (Call Me by Your Name) - Lil Nas X; Omer Fedi, Roy Lenzo e Take A Daytrip (produttori); Denzel Baptiste, Șerban Ghenea e Roy Lenzo (ingegneri/mixers); Chris Gehringer (ingegnere del mastering)
- Drivers License - Olivia Rodrigo; Daniel Nigro (produttore); Mitch McCarthy e Nigro (ingegneri/mixers); Randy Merrill (ingegnere del mastering)

#### Canzone dell'anno
- Leave the Door Open - Silk Sonic; scritta da Brandon Anderson, Christopher Brody Brown, Dernst Emile II e Bruno Mars
- Bad Habits - Ed Sheeran; scritta da Fred Gibson, Johnny McDaid ed Ed Sheeran
- A Beautiful Noise - Alicia Keys, Brandi Carlile; scritta da Ruby Amanfu, Brandi Carlile, Brandy Clark, Alicia Keys, Hillary Lindsey, Lori McKenna, Linda Perry e Hailey Whitters
- Drivers License - Olivia Rodrigo; scritta da Daniel Nigro e Olivia Rodrigo
- Fight for You - H.E.R.; scritta da Dernst Emile II, H.E.R. e Tiara Thomas
- Happier than Ever - Billie Eilish; scritta da Billie Eilish e Finneas O'Connell
- Kiss Me More - Doja Cat feat. SZA; scritta da Rogét Chahayed, Amala Zandile Dlamini, Lukasz Gottwald, Carter Lang, Gerard A. Powell II, Solána Rowe e David Sprecher
- Montero (Call Me by Your Name) - Lil Nas X; scritta da Denzel Baptiste, David Biral, Omer Fedi, Montero Hill and Roy Lenzo
- Peaches - Justin Bieber feat. Daniel Caesar, Giveon Dezmann Evans; scritta da Louis Bell, Justin Bieber, Giveon Dezmann Evans, Bernard Harvey, Felisha "Fury" King, Matthew Sean Leon, Luis Manuel Martinez Jr., Aaron Simmonds, Ashton Simmonds, Andrew Wotman e Keavan Yazdani
- Right on Time - Brandi Carlile; scritta da Brandi Carlile, Dave Cobb, Phil Hanseroth e Tim Hanseroth

#### Album dell'anno
- We Are – Jon Batiste
- Love for Sale – Tony Bennett e Lady Gaga
- Justice (Triple Chucks Deluxe) – Justin Bieber
- Planet Her (Deluxe) – Doja Cat
- Happier Than Ever – Billie Eilish
- Back of My Mind – H.E.R.
- Montero – Lil Nas X
- Sour – Olivia Rodrigo
- Evermore – Taylor Swift
- Donda – Kanye West

#### Miglior artista esordiente
- Olivia Rodrigo
- Arooj Aftab
- Jimmie Allen
- Baby Keem
- Finneas
- Glass Animals
- Japanese Breakfast
- The Kid Laroi
- Arlo Parks
- Saweetie

### Pop

#### Miglior interpretazione pop solista
- Olivia Rodrigo – Drivers License
- Justin Bieber – Anyone
- Brandi Carlile – Right on Time
- Billie Eilish – Happier than Ever
- Ariana Grande – Positions

#### Miglior interpretazione pop in un duo o in un gruppo
- Doja Cat feat. SZA - Kiss Me More
- Tony Bennett e Lady Gaga – I Get a Kick Out of You
- Justin Bieber e Benny Blanco – Lonely
- BTS – Butter
- Coldplay – Higher Power

#### Miglior album pop vocale
- Sour – Olivia Rodrigo
- Justice (Triple Chucks Deluxe) – Justin Bieber
- Planet Her (Deluxe) – Doja Cat
- Happier Than Ever – Billie Eilish
- Positions – Ariana Grande

#### Miglior album pop tradizionale
- Love for Sale – Tony Bennett, Lady Gaga
- Til We Meet Again (Live) – Norah Jones
- A Tori Kelly Christmas – Tori Kelly
- Ledisi Sings Nina – Ledisi
- That's Life – Willie Nelson
- A Holly Dolly Christmas – Dolly Parton

### Dance/Elettronica

#### Miglior registrazione dance
- Alive – Rüfüs Du Sol
- Hero – Afrojack e David Guetta
- Loom – Ólafur Arnalds feat. Bonobo
- Before – James Blake
- Heartbreak – Bonobo e Totally Enormous Extinct Dinosaurs
- You Can Do It – Caribou
- The Business – Tiësto

#### Miglior album dance/elettronico
- Subconsciously – Black Coffee
- Fallen Embers – Illenium
- Music Is the Weapon (Reloaded) – Major Lazer
- Shockwave – Marshmello
- Free Love – Sylvan Esso
- Judgement – Ten City

### Musica strumentale contemporanea

#### Miglior album di musica strumentale contemporanea
- Tree Falls – Taylor Eigsti
- Double Dealin – Randy Brecker e Eric Marienthal
- The Garden – Rachel Eckroth
- At Blue Note Tokyo – Steve Gadd Band
- Deep: The Baritone Sessions, Vol. 2 – Mark Lettieri

### Reggae

#### Miglior album reggae
- Beauty in the Silence - Soldiers of Jah Army
- Pamoja - Etana
- Positivie Vibrations - Gramps Morgan
- Live N Livin - Sean Paul
- Royal - Jesse Royal
- 10 - Spice

### Rock e Metal

#### Miglior interpretazione rock
- Foo Fighters – Making a Fire
- AC/DC – Shot in the Dark
- Black Pumas – Know You Better (Live From Capitol Studio A)
- Chris Cornell – Nothing Compares 2 U
- Deftones – Ohms

#### Miglior interpretazione metal
- Dream Theater - The Alien
- Deftones – Genesis
- Gojira – Amazonia
- Mastodon – Pushing the Tides
- Rob Zombie – The Triumph of King Freak (A Crypt of Preservation and Superstition)

#### Miglior canzone rock
- Waiting on a War - Foo Fighters; scritta da Dave Grohl, Taylor Hawkins, Rami Jaffee, Nate Mendel, Chris Shiflett e Pat Smear
- All My Favorite Songs - Weezer; scritta da Rivers Cuomo, Ashley Gorley, Ben Johnson ed Ilsey Juber
- The Bandit - Kings Of Leon; scritta da Caleb Followill, Jared Followill, Matthew Followill e Nathan Followill
- Distance - Mammoth WVH; scritta da Wolfgang van Halen
- Find My Way - Paul McCartney; scritta da Paul McCartney

#### Miglior album rock
- Medicine at Midnight – Foo Fighters
- Power Up – AC/DC
- Capitol Cuts - Live from Studio A – Black Pumas
- No One Sings Like You Anymore, Vol. 1 – Chris Cornell
- McCartney III – Paul McCartney

### Alternative

#### Miglior album di musica alternativa
- Daddy's Home – St. Vincent
- Shore – Fleet Foxes
- If I Can't Have Love, I Want Power – Halsey
- Jubilee – Japanese Breakfast
- Collapsed in Sunbeams – Arlo Parks

### R&B

#### Miglior interpretazione R&B
- Silk Sonic – Leave the Door Open
- Jazmine Sullivan – Pick Up Your Feelings
- Snoh Aalegra – Lost You
- Justin Bieber feat. Daniel Caesar & Giveon  – Peaches
- H.E.R. – Damage

#### Miglior interpretazione R&B tradizionale
- Fight for You – H.E.R.
- I Need You – Jon Batiste
- Bring It On Home to Me – BJ the Chicago Kid, PJ Morton e Kenyon Dixon feat. Charlie Bereal
- Born Again – Leon Bridges feat. Robert Glasper
- How Much Can a Heart Take – Lucky Daye feat. Yebba

#### Miglior canzone R&B
- Leave the Door Open - Silk Sonic; scritta da Anderson Paak, Christopher Brody Brown, D'Mile e Bruno Mars
- Damage - H.E.R.; scritta da Ant Clemons, Jeff Gitelman, H.E.R., Cardiak e Tiara Thomas
- Good Days - SZA; scritta da Jacob Collier, Carter Lang, Carlos Munoz, SZA e Christopher Ruelas
- Heartbreak Anniversary - Giveon; scritta da Giveon, Maneesh, Sevn Thomas e Varren Wade
- Pick Up Your Feelings - Jazmine Sullivan; scritta da Denisia "Blue June" Andrews, Audra Mae Butts, Kyle Coleman, Brittany "Chi" Coney, Michael Holmes e Jazmine Sullivan

#### Miglior album R&B progressivo
- Table for Two – Lucky Daye
- New Light – Eric Bellinger
- Something To Say – Cory Henry
- Mood Valiant – Hiatus Kaiyote
- Dinner Party: Dessert – Terrace Martin, Robert Glasper, 9th Wonder e Kamasi Washington
- Studying Abroad: Extended Stay – Masego

#### Miglior album R&B
- Heaux Tales – Jazmine Sullivan
- Temporary Highs in the Violet Skies – Snoh Aalegra
- We Are – Jon Batiste
- Gold-Diggers Sound – Leon Bridges
- Back of My Mind – H.E.R.

### Rap

#### Miglior interpretazione rap
- Baby Keem, Kendrick Lamar - Family Ties
- Cardi B – Up
- J. Cole feat. 21 Savage e Morray – My Life
- Drake feat. Future e Young Thug – Way 2 Sexy (ritirato)
- Megan Thee Stallion – Thot Shit

#### Miglior interpretazione rap melodica
- Kanye West feat. The Weeknd, Lil Baby – Hurricane
- J. Cole feat. Lil Baby – Pride Is the Devil
- Doja Cat – Need to Know
- Lil Nas X feat. Jack Harlow – Industry Baby
- Tyler, the Creator feat. YoungBoy Never Broke Again e Ty Dolla Sign – WusYaName

#### Miglior canzone rap
- Jail - Kanye West feat. Jay-Z; scritta da Dem Jointz, Jay-Z, Raul Cubina, Mike Dean, 88-Keys, Sean Solymar, Kanye West e Mark Williams
- Bath Salts - DMX feat. Jay-Z, Nas; scritta da Jay-Z, Swizz Beatz, Michael Forno, Nas e DMX
- Best Friend - Saweetie feat. Doja Cat; scritta da Doja Cat, Dr. Luke, Randall Avery Hammers, Saweetie, Asia Smith, R. City e Rocco Valdes
- Family Ties - Baby Keem feat. Kendrick Lamar; scritta da Roshwita Larisha Bacha, Baby Keem, Tobias Dekker, Frankie Bash, Jasper Harris, Kendrick Lamar, Cardo e Dominik Patrzek
- My Life - J. Cole feat. 21 Savage, Morray; scritta da 21 Savage, Jacob Dutton e J. Cole

#### Miglior album rap
- Call Me If You Get Lost - Tyler, the Creator
- The Off-Season - J. Cole
- Certified Lover Boy - Drake (ritirato)
- King's Disease II - Nas
- Donda - Kanye West

### Country

#### Miglior interpretazione country solista
- You Should Probably Leave – Chris Stapleton
- Forever After All – Luke Combs
- Remember Her Name – Mickey Guyton
- All I Do Is Drive – Jason Isbell
- Camera Roll – Kacey Musgraves

#### Miglior interpretazione country di un duo o un gruppo
- Younger Me – Brothers Osborne
- If I Didn't Love You – Jason Aldean e Carrie Underwood
- Glad You Exist – Dan + Shay
- Chasing After You – Ryan Hurd e Maren Morris
- Drunk (And I Don't Wanna Go Home) – Elle King e Miranda Lambert

#### Miglior canzone country
- Cold – Chris Stapleton
- Better Than We Found It – Maren Morris
- Camera Roll – Kacey Musgraves
- Country Again – Thomas Rhett
- Fancy Like – Walker Hayes
- Remember Her Name – Mickey Guyton

#### Miglior album country
- Starting Over – Chris Stapleton
- Skeletons – Brothers Osborne
- Remember Her Name – Mickey Guyton
- The Marfa Tapes – Miranda Lambert, Jon Randall e Jack Ingram
- The Ballad of Dood and Juanita – Sturgill Simpson

### New Age

#### Migliore album new age
- Divine Tides - Stewart Copeland, Ricky Kej
- Brothers - Will Ackerman, Jeff Oster e Tom Eaton
- Pangaea - Wouter Kellerman e David Arkenstone
- Night + Day - Opium Moon
- Pieces of Forever - Laura Sullivan

### Blues

#### Miglior album di blues contemporaneo
- 662 - Christone Ingram
- Fire it up - Steve Cropper
- Uncivil War - Shemekia Copeland
- Royal Tea - Joe Bonamassa
- Delta Kream - The Black Keys feat. Eric Deaton, Kenny Brown

### Musica per i media visivi

#### Miglior raccolta di colonna sonora per i media visivi
- Andra Day – Gli Stati Uniti contro Billie Holiday
- AA.VV. – Crudelia
- AA.VV. – Caro Evan Hansen
- AA.VV. – Sognando a New York - In the Heights
- Leslie Odom Jr. e AA.VV. – Quella notte a Miami...
- Jennifer Hudson – Respect
- AA.VV. – Schmigadoon! Episode 1

#### Miglior colonna sonora per i media visivi
- Carlos Rafael Rivera – La regina degli scacchi
- Jon Batiste, Trent Reznor e Atticus Ross – Soul
- Kris Bowers – Bridgerton
- Hans Zimmer – Dune
- Ludwig Göransson – The Mandalorian: Stagione 2 – Vol. 2 (Capitoli 13–16)

#### Miglior canzone scritta per i media visivi
- Bo Burnham (interprete e autore) – All Eyes on Me (da Bo Burnham: Inside)
- Kristen Anderson-Lopez e Robert Lopez feat. Kathryn Hahn, Eric Bradley, Greg Whipple, Jasper Randall and Gerald White (interpreti); Kristen Anderson-Lopez e Robert Lopez (autori) – Agatha All Along (da WandaVision)
- Pink (interprete); Pink, Benj Pasek e Justin Paul (autori) – All I Know So Far (da Pink: All I Know So Far)
- H.E.R. (interprete); Dernst Emile II, H.E.R. e Tiara Thomas (autori) – Fight for You (da Judas and the Black Messiah)
- Jennifer Hudson (interprete); Jamie Hartman, Jennifer Hudson e Carole King (autori) – Here I Am (Singing My Way Home) (da Respect)
- Leslie Odom Jr. (interprete); Sam Ashworth e Leslie Odom Jr. (autori) – Speak Now (da Quella notte a Miami...)

### Produzione

#### Produttore dell'anno, non classico
- Jack Antonoff
- Rogét Chahayed
- Mike Elizondo
- Hit-Boy (Chauncey Alexander Hollis)
- Ricky Reed

#### Miglior composizione remixata, non classica
- Passenger (Mike Shinoda Remix) - Mike Shinoda
- Back to Life (Booker T Kings of Soul Datta Dub) - Booker T
- Born For Greatness (Cymek Remix) - Spencer Bastin
- Constant Craving (Fashionably Late Remix) - Tracy Young
- Inside Out (3SCAPE DRM Remix) - 3SCAPE DRM
- Met Him Last Night (Dave Audé Remix) - Dave Audé
- Talks (Mura Masa Remix) - Alexander Crossan

### Videoclip/Film

#### Miglior videoclip
- Freedom - Jon Batiste; Alan Ferguson (regista); Alex P. Willson (produttore)
- Shot in the Dark - AC/DC
- I Get a Kick Out of You - Tony Bennett & Lady Gaga
- Peaches - Justin Bieber feat. Daniel Caesar & Giveon
- Happier Than Ever - Billie Eilish
- Montero (Call Me by Your Name) - Lil Nas X
- Good 4 U - Olivia Rodrigo